# Cantonul Petite-Île
Cantonul Petite-Île este un canton din arondismentul Saint-Pierre, Réunion, Franța.